# Gloria Victis
Gloria Victis (Gloire aux vaincus) est une sculpture créée en 1874 par le sculpteur français Antonin Mercié (1845-1916).

## Historique
Ce groupe a été réalisé après la défaite française de 1871 pour rendre hommage à l’héroïsme des soldats victimes de la guerre franco-allemande de 1870 et glorifier le patriotisme. Il s'agit d'un renversement du Væ victis.
La modèle original en plâtre, exécuté à la villa Médicis à Rome en 1872, obtient une médaille d’honneur au Salon de 1874, à Paris, où elle remporte un vif succès. La Ville de Paris achète l'œuvre qui est fondue en bronze par Thiébaut et fils et à nouveau exposée au Salon de 1875. La sculpture, de 2,20 m de haut, a été reproduite en plusieurs exemplaires. Cette œuvre a servi de source d'inspiration à plusieurs artistes pour la réalisation de monuments commémoratifs de la guerre de 1870.
Elle est installée en 1879 au square Montholon puis transférée en 1884 dans la cour d'honneur de l'hôtel de ville. En 1930, elle est attribuée au Petit Palais. Elle est placée ensuite au dépôt d'Auteuil en 1934 et désormais conservée au Petit Palais depuis 1976.

## L'œuvre
Ce groupe sculpté représente la figure allégorique d’une Gloire (Renommée) ailée portant une cuirasse et soutenant un jeune homme dénudé, le front bandé, qui vient d’expirer. Ce soldat, symbolisant la défaite, tient une épée brisée dans la main droite, tandis que le bras gauche est levé vers le ciel. La position du soldat, les membres inférieurs quasiment croisés et les bras écartés, lui donne une dimension christique évocatrice de la Résurrection, pouvant laisser augurer une potentielle victoire à venir. Le talon de la Gloire ailée est soulevé, seule la pointe effleure le sol, proche de l'envol.
Un rameau d’olivier symbolise la paix, tandis qu’une chouette symbolise la sagesse d’Athéna, déesse de la guerre, le tout personnifiant la France vaincue mais héroïque.

## Répliques
On peut voir des répliques de cette sculpture en bronze, en région Nouvelle-Aquitaine, dans la région Grand-Est, en Pays-de-Loire et en Île-de-France.
- Niort (Deux-Sèvres) : en 1881, Niort sollicite la Ville de Paris pour réaliser une réplique. Elle accepte, accordant d'ailleurs ce droit à toutes les villes qui en feraient la demande. La statue est offerte par le Gouvernement. Le monument est inauguré le 9 octobre de la même année, en présence du président de la Chambre des députés Léon Gambetta. Le général Gaston de Galliffet et le maire Antonin Proust prononcent un discours. Elle est installée place de Strasbourg[7].
- Bordeaux (Gironde) : en 1883, la mairie de Bordeaux demande à son tour l'autorisation de réaliser une réplique de la statue. Elle motive sa décision l'année suivante par le fait « de perpétuer dans le cœur des Bordelais le souvenir ; le fait que nul français ne doit oublier le souvenir de la Défense nationale, à laquelle notre ville se consacra tout entière ». Elle est inaugurée le 19 janvier 1886 mais, le 19 juin de la même année, les « Anarchistes du trône et de l'autel » tentent de la détruire à la dynamite, en vain. Pondue en bronze par Thiébaut et fils, elle est érigée place de la Caisse-d'Épargne, actuelle place Jean-Moulin[8].
- Agen (Lot-et-Garonne) : en 1883, elle est élevée à l'initiative de l'Association des anciens élèves dans la cour du collège des garçons d'Agen, alors situé dans les locaux de l'actuel collège Joseph-Chaumié. Le lycée Bernard-Palissy est construit de 1888 à 1893 et la statue, une réduction en bronze de 1,70 m de l'œuvre originale, est déplacée dans ses jardins, près du boulevard de la Liberté. Sur son piédestal est inscrit : « À nos camarades morts en combattant - 1870-1871 » et le nom des anciens élèves tombés[9]. Elle échappe à la fonte sous le régime de Vichy du fait de son statut de monument aux morts. Elle disparaît en 2008 et le lycée porte plainte pour vol[10]. En 2018, le président de l'Association des anciens élèves de Palissy propose de réaliser une nouvelle statue, le lycée possédant toujours son moule ou envisageant d'en réaliser un sur la statue conservée à Bordeaux[11].
- Châlons-en-Champagne (Marne) : en 1890, le conseil municipal décide d'acquérir une reproduction de l'œuvre. La même année, Mercier est autorisé à la réaliser. En 1892, elle est érigée dans le square de la cathédrale (côté sud). En 1926, elle est transférée place de la Libération pour l'érection d'un monument aux morts de la Première Guerre mondiale. En 1943, le régime de Vichy décide de l'envoyer à la fonte, dans le cadre de la mobilisation des métaux non ferreux, mais on ignore comment elle en a été préservée[12].
- Cholet (Maine-et-Loire) : en 1892, la statue est inaugurée place Hexagone, actuelle place de la République[13].
- Saint-Denis, musée d'Art et d'Histoire. Propriété de la commune, son acquisition n'est pas renseignée[14]. En 2014-2015, elle est présentée lors de l'exposition « 70/14 : d’une guerre à l’autre en vingt tableaux »[1] puis, redécouverte dans les réserves du musée lors d'une campagne de travaux en 2016-2017, elle est depuis exposée de façon permanente dans l'une des quatre salles consacrées à la guerre de 1870 et de la Commune de Paris[15].

Se trouvent également des répliques à :
- Copenhague (Danemark), à la Ny Carlsberg Glyptotek ;
- Berlin (Allemagne), au Musée historique allemand ;
- Lima (Pérou), dans la Cripta de los Héroes, cimetière Presbitero Maestro (en).

Le fondeur Ferdinand Barbedienne en a édité des exemplaires en bronze de sept tailles différentes.
Des exemplaires sont conservés :
- à Washington à la National Gallery of Art ;
- à Belfort au musée d'Histoire ;
- à Parthenay au musée Georges-Turpin.

Exemplaires de Gloria Victis
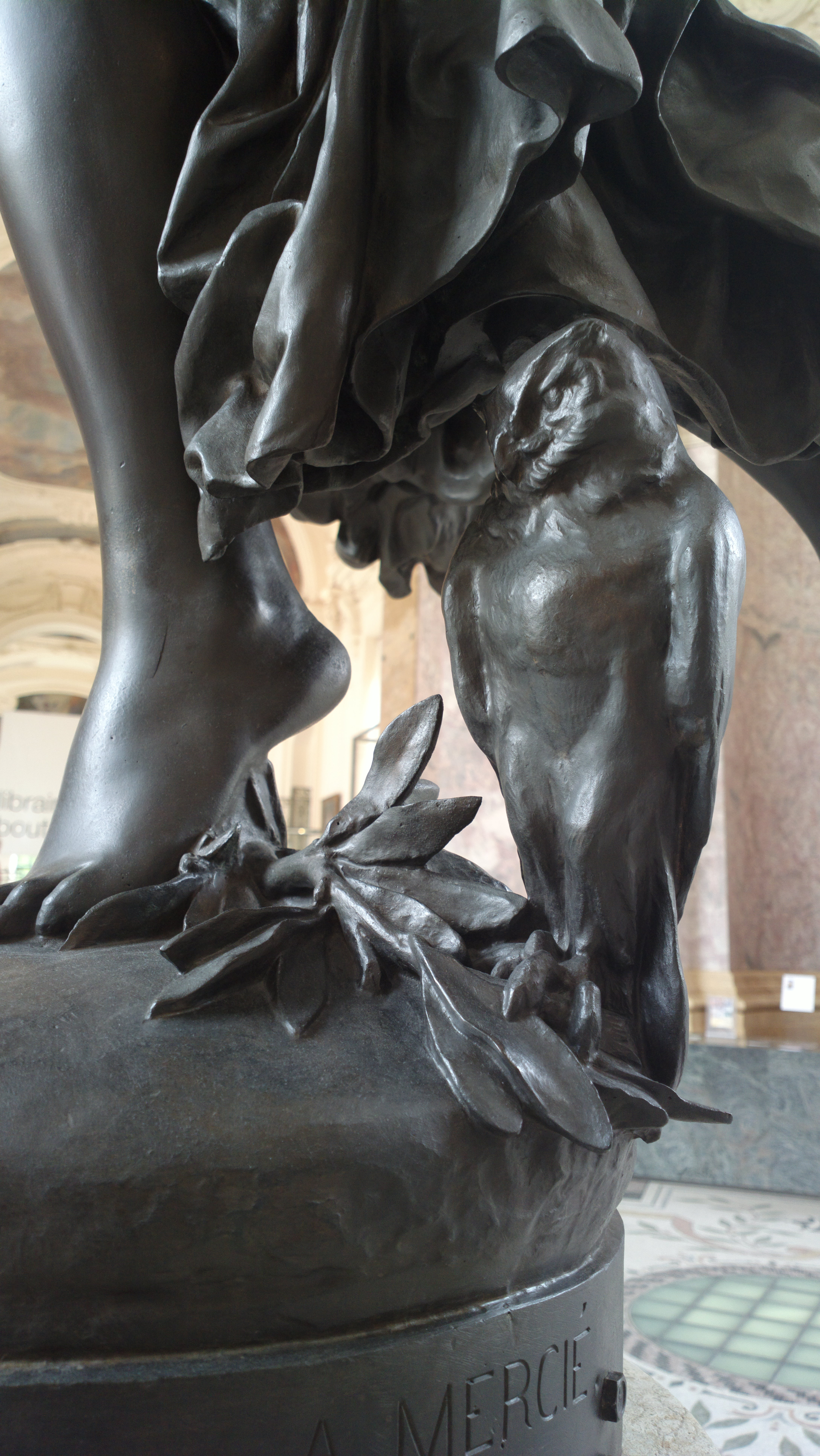
Paris, Petit Palais, détail.
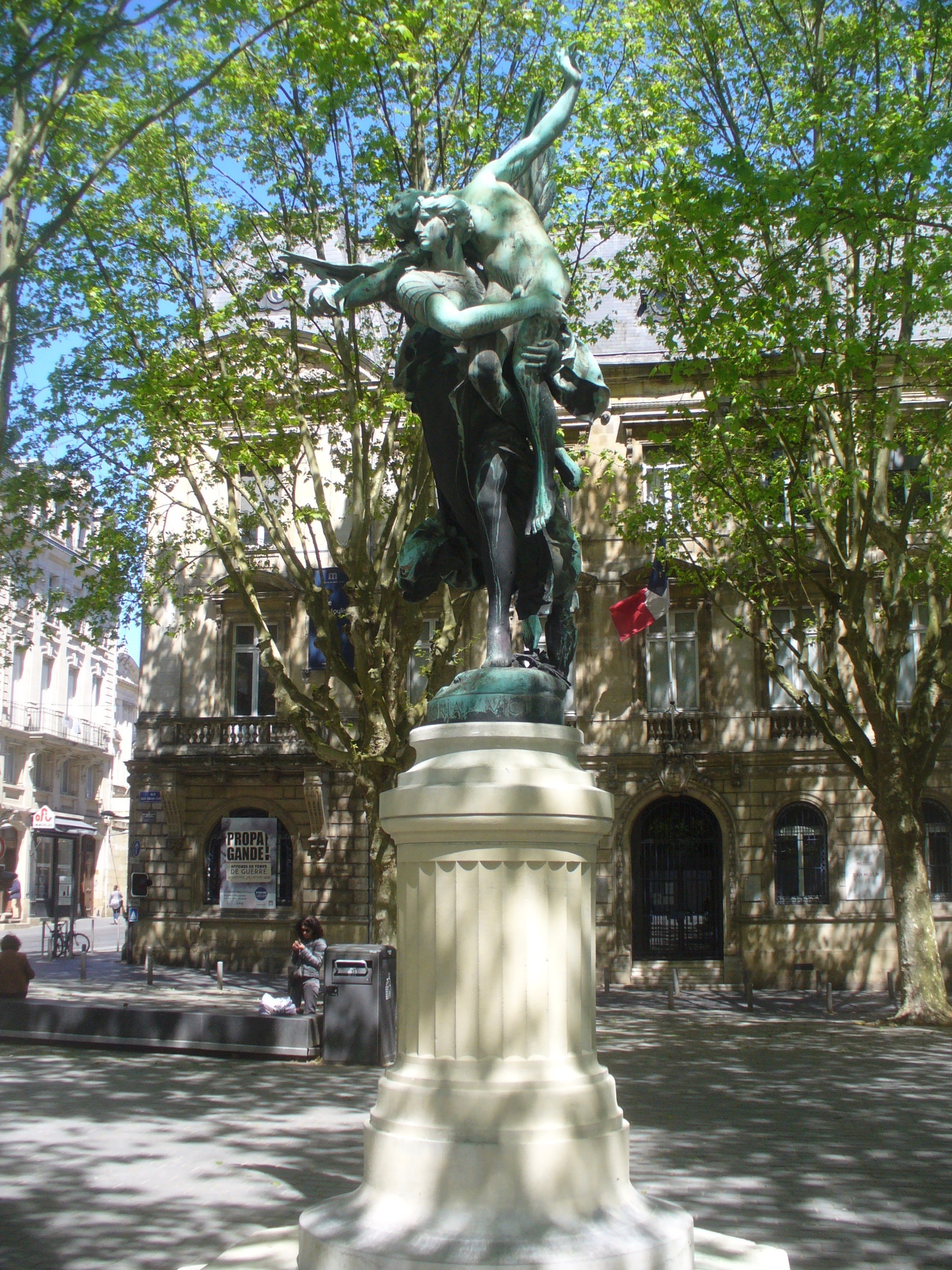
Bordeaux, place Jean-Moulin.
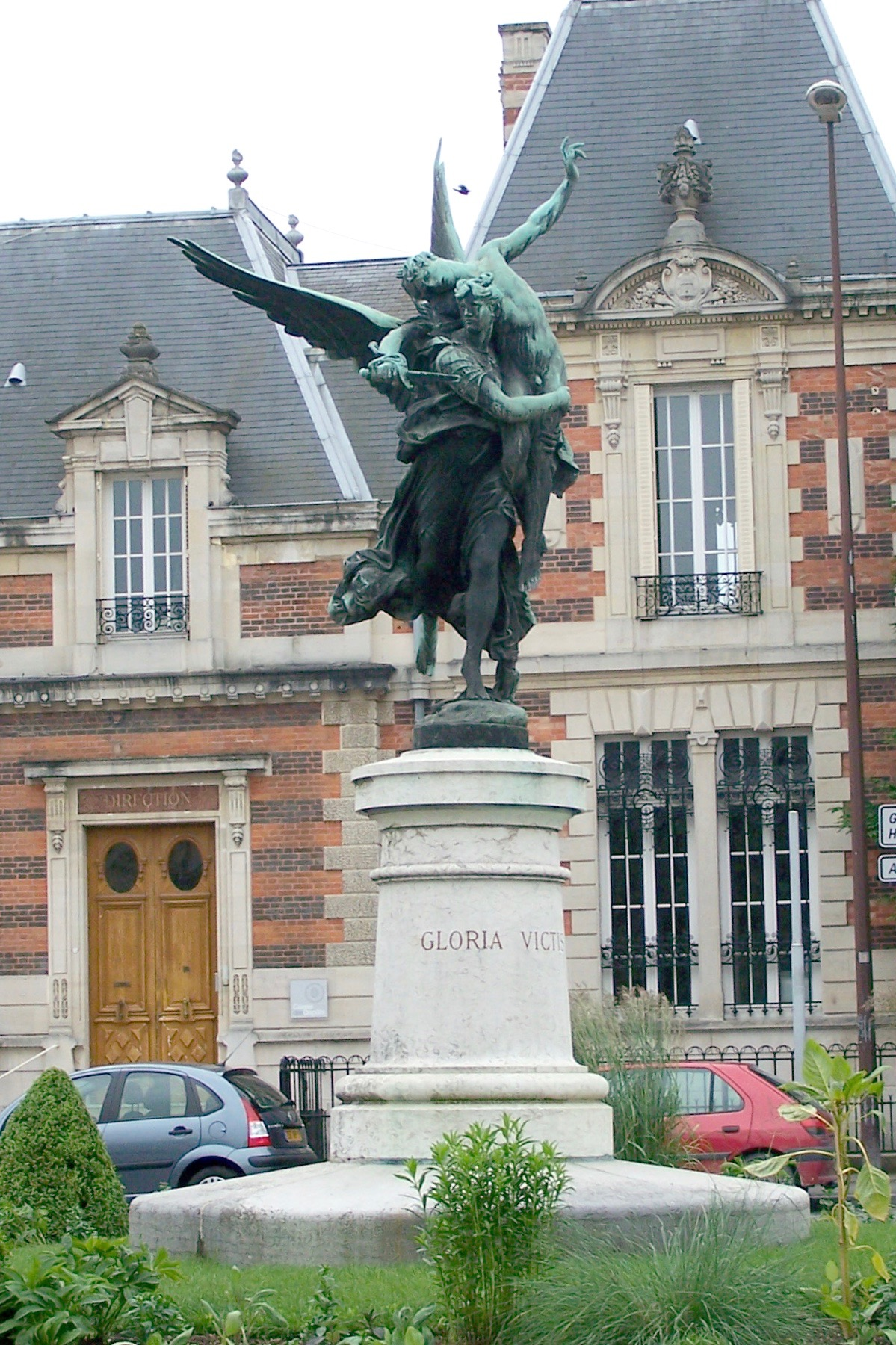
Châlons-en-Champagne, place de la Libération.
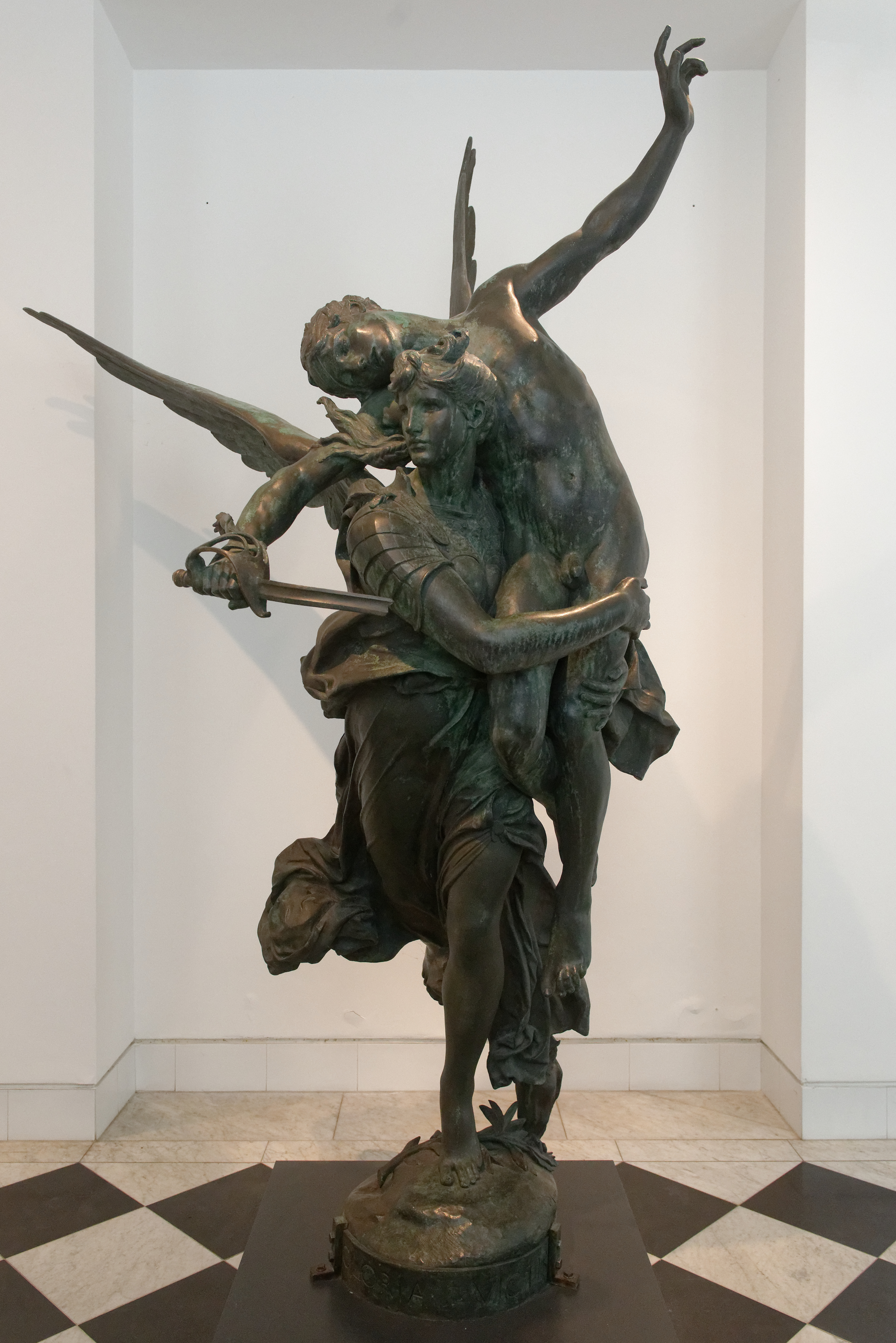
Copenhague, Ny Carlsberg Glyptotek.
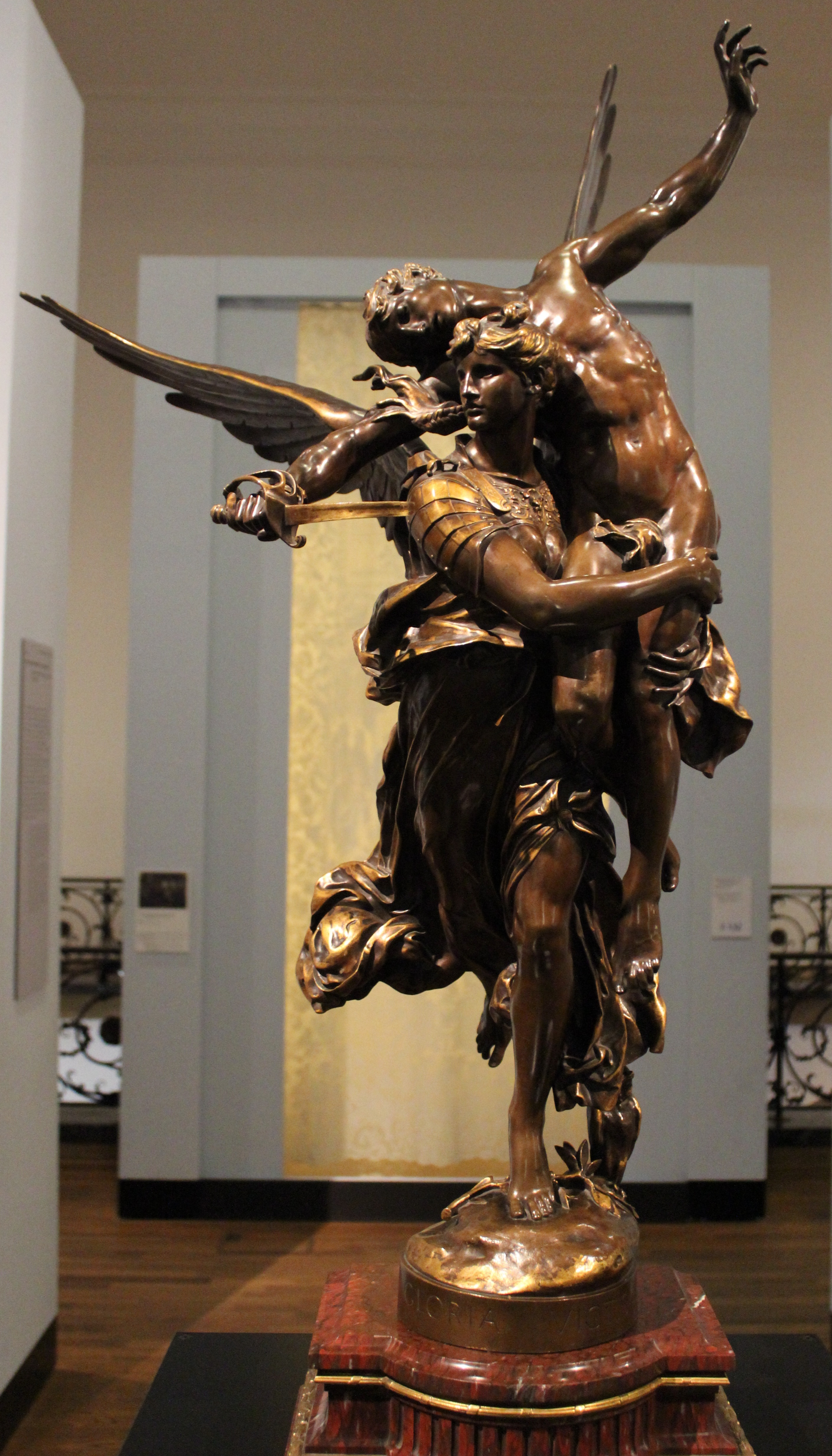
Berlin, Musée historique allemand.
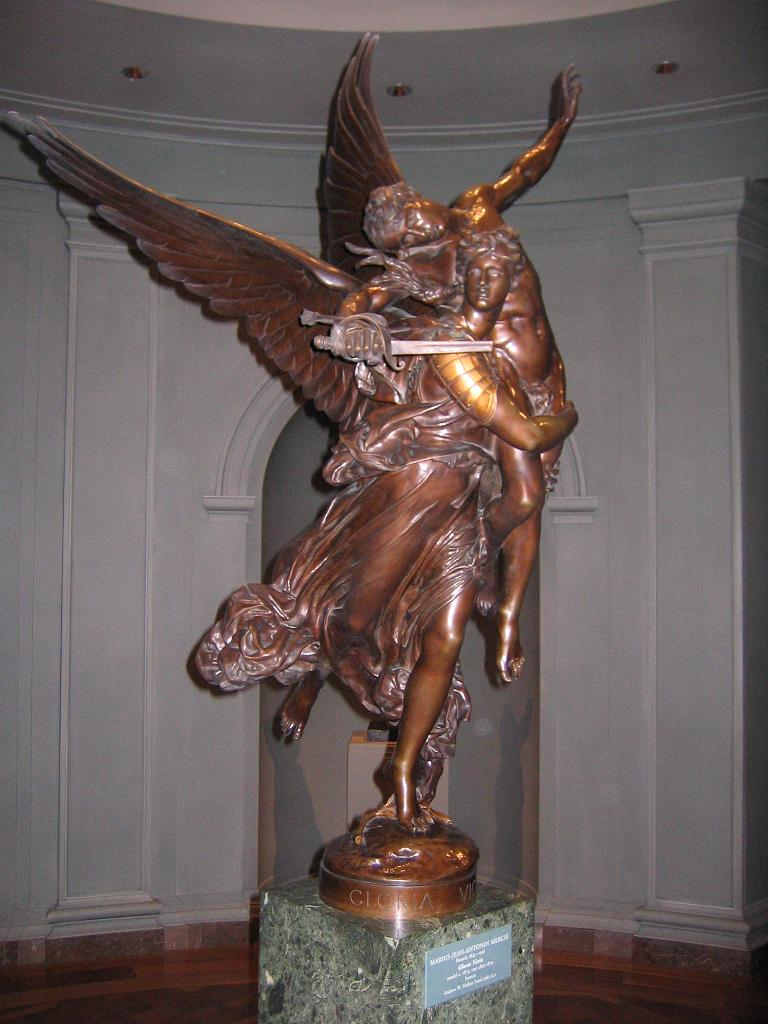
Washington, National Gallery of Art.
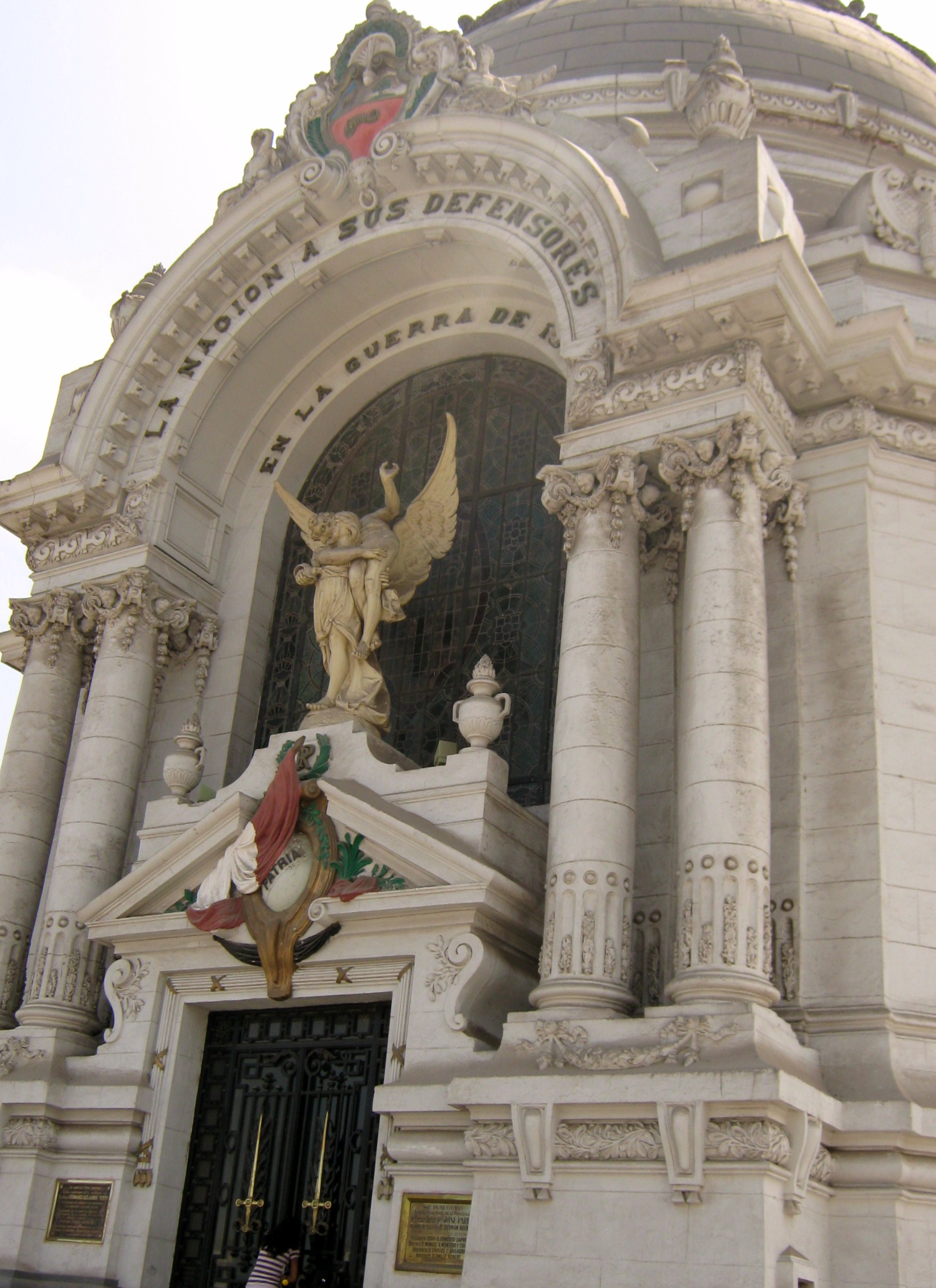
Lima, cimetière Presbitero Maestro (en).